# San Diego Jaws
Los San Diego Jaws fueron un equipo de fútbol de los Estados Unidos que formaron parte de la North American Soccer League, la desaparecida liga de fútbol más importante del país.

## Historia
Fue fundado en el año 1976 en la ciudad de San Diego, California luego de haber adquirido a la franquicia del Baltimore Comets. Compitió en fútbol y en fútbol indoor com más pena que gloria, ya que en ambas modalidades no calificaron a los playoffs y terminaron con marca perdedora.
La franquicia tan solo existió un año, ya que al año siguiente se mudaron a Las Vegas, Nevada y pasaron a llamarse Las Vegas Quicksilvers.

## Temporadas
| Año  | Liga        | G | P  | E | Pts | Temporada Regular                         | Playoffs     |
| ---- | ----------- | - | -- | - | --- | ----------------------------------------- | ------------ |
| 1976 | NASL indoor | 0 | 2  | — | 0   | 3º Regional Oeste                         | No Clasificó |
| 1976 | NASL        | 9 | 15 | — | 82  | 5º División Sur, Conferencia del Pacífico | No Clasificó |